# 日本医科大学看護専門学校
日本医科大学看護専門学校（にほんいかだいがくかんごせんもんがっこう）は、千葉県印西市鎌苅にある私立看護専門学校（専修学校）。
学校法人日本医科大学が運営し、「克己殉公」を校是とする。かつては、日本医科大学千葉看護専門学校と呼ばれていたが、平成5年に校名変更をして再出発した。

## 沿革
1993年（平成5年） - 開校

## 称号
- 専門士

## 定員
- 80名(男女)

## 修業年限
- 3年

## 校舎
- 日本医科大学千葉北総病院内

## 交通アクセス
- 北総鉄道印旛日本医大駅下車

## 系列・付属施設
- 日本医科大学付属病院
- 日本医科大学千葉北総病院
- 日本医科大学武蔵小杉病院
- 日本医科大学多摩永山病院

## 主な卒業生
- 星友理恵
- 山下富子